# Fossil Fighters: Frontier
Fossil Fighters: Frontier es un videojuego de 2014 desarrollado por Spike Chunsoft, con la ayuda de Red Entertainment y Cyclone Zero, y publicado por Nintendo para la consola Nintendo 3DS. El juego es el tercer título de la serie Fossil Fighters, y el primero para la Nintendo 3DS. Se lanzó en Japón el 27 de febrero de 2014, en Norteamérica el 20 de marzo de 2015 y el 29 de mayo de 2015 en Europa, por lo que es la primera entrega de la serie que se lanza oficialmente en esa parte del mundo.

## Argumento
La historia comienza con un incidente al que se hace referencia a lo largo del juego. En él, el agente de la INTERFOL Stryker ha acorralado al brillante pero terriblemente malicioso científico Dr. Baron von Blackraven en su guarida submarina. Como Blackraven no tiene intención de ser arrestado en silencio, se produce una batalla de fósiles, en la que Stryker gana cuando su vivosaurio derrota al corrupto vivosaurio de Blackraven con un ataque terriblemente poderoso. Sin embargo, justo cuando Stryker se prepara para poner a Blackraven bajo custodia, ve algo horrible.
Cinco años más tarde, Stryker se convierte en el jefe de los Guardianes, un departamento de la INTERFOL de Fossil Fighters que viaja por todo el mundo investigando la actividad de los vivosaurios. Ocho adolescentes llegan al cuartel general de los guardianes en el Parque Fósil de Asia para hacer la prueba final para convertirse ellos mismos en guardianes, habiendo demostrado ser prometedores en pruebas anteriores. Uno de los jóvenes, el protagonista, ha mantenido el sueño de toda la vida de unirse a la INTERFOL. Después de la clase de conducción, donde el protagonista también aprende a excavar fósiles y joyas, son convocados por Nate, uno de sus compañeros de reclutamiento. Nate se entromete con alguna maquinaria en el laboratorio del cuartel general y libera un pequeño y extraño vivosaurio. La pareja lo persigue, pero el vivosaurio se topa con un Gorgo pícaro. Haciendo caso omiso de la llamada de Nate a retirarse, el protagonista lucha contra el Gorgo, pero se ve abrumado y sólo se salva gracias a la oportuna intervención de Stryker. Después de esto, los ocho reclutas son emparejados para la prueba final. El compañero del protagonista es un joven con sobrepeso llamado Roland, y por sugerencia suya, los dos salen del Parque Fósil de Asia para prepararse para la prueba.

## Desarrollo
El juego fue anunciado por primera vez para América del Norte en el E3 2014.

## Juego
Los jugadores navegan por los diferentes sitios de excavación usando un vehículo llamado Bone Buggy, que puede ser personalizado. En los sitios de excavación, pueden encontrar fósiles y convertirlos en monstruos parecidos a dinosaurios llamados Vivosaurios, que pueden ser usados en peleas competitivas de tres contra tres a través del Juego Local o en línea. A diferencia de las dos entregas anteriores, el jugador puede encontrar Vivosaurios salvajes en lugar de luchar contra otros Luchadores Fósiles en los sitios de excavación. El sistema de batalla también difiere del de Fossil Fighters y Fossil Fighters: Champions en que el jugador sólo puede controlar un Vivosaurio de su equipo a la vez, mientras que los otros dos son controlados por compañeros de la CPU llamados "Paleo Pals"; en lugar de basarse en la posición de los Vivosaurios en el campo como en los dos títulos anteriores, las batallas giran en torno a su posición, con cada Vivosaurio teniendo diferentes posturas fuertes y débiles.